# Maulichères
 Maulichères  là một xã thuộc tỉnh Gers trong vùng Occitanie tây nam nước Pháp. Xã này có độ cao trung bình 172 mét trên mực nước biển.

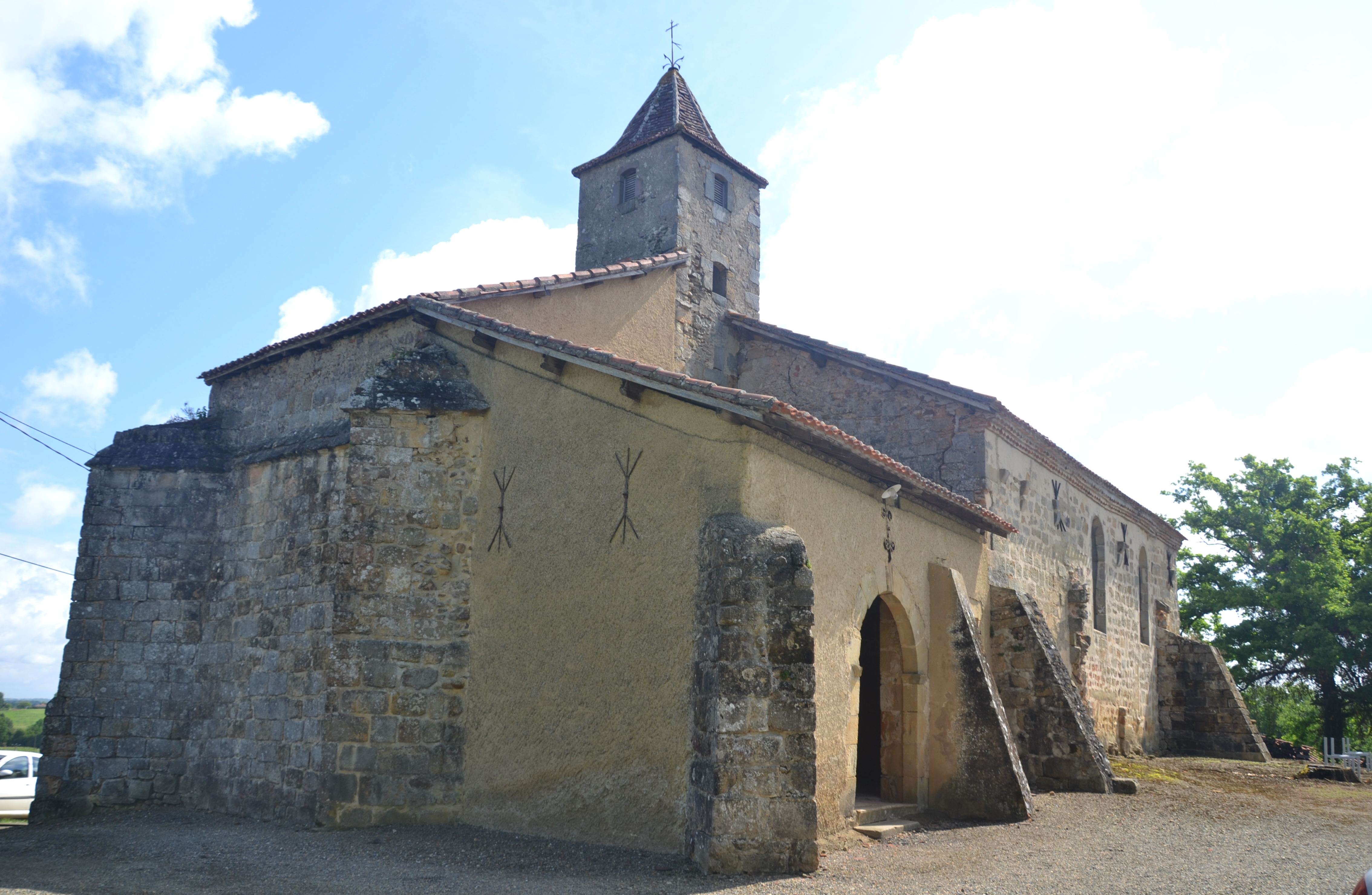
Maulichères